# Международный аэропорт имени Николы Теслы

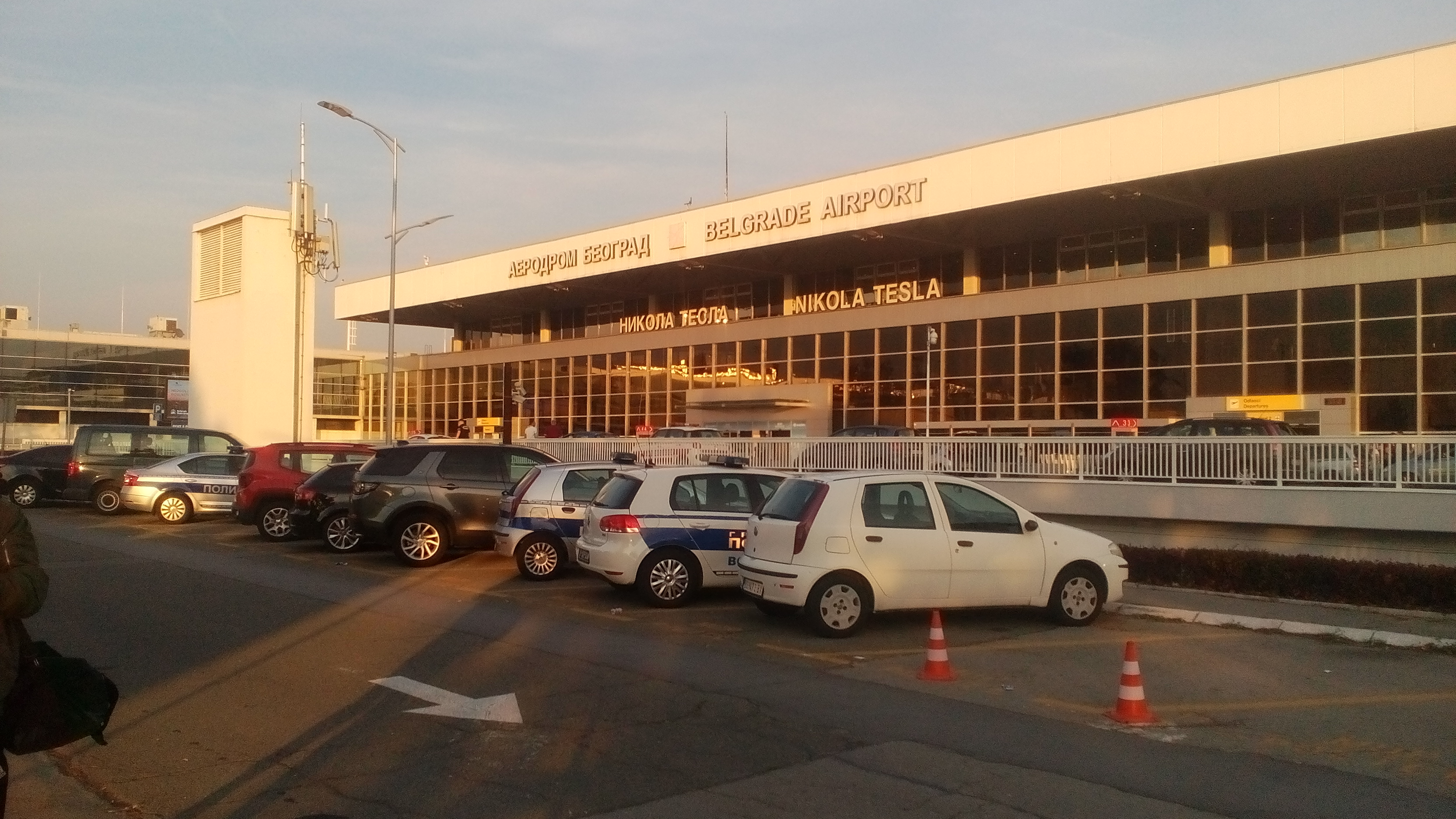
Аэропорт в 2019 году

Международный аэропорт «Никола Тесла» Белград (серб. Међународни аеродром Никола Тесла Београд / Međunarodni aerodrom Nikola Tesla Beograd) (ИАТА: BEG, ИКАО: LYBE) — международный аэропорт в городе Белград, также известный под названием Белградский аэропорт (серб. Аеродром Београд / Aerodrom Beograd) или Сурчинский аэропорт (серб. Аеродром Сурчин / Aerodrom Surčin). Своё имя получил в 2006 году в честь известного учёного и изобретателя Николы Теслы. Крупнейший и наиболее загруженный сербский аэропорт, находящийся в 18 км к западу от спального района Белграда, на территории общины Сурчин, окружённый плодородными землями географической области Срем.
Аэропорт служит хабом для крупнейшей сербской авиакомпании Air Serbia, является одним из ключевых аэродромов малобюджетной компании Wizz Air и используется также службами аэротакси Air Pink, Eagle Express и Prince Aviation. Управление аэропортом осуществляет государственная компания «Aerodrom Nikola Tesla Beograd». Аэропорт принимает рейсы из Европы (в том числе и из России). Пассажиры, заходящие на посадку с востока, видят центр Белграда (в частности, район Нови Београд и общину Чукарица). Ранее, во время плохой погоды, рейсы перенаправлялись в Ниш.

## История

### Первые аэродромы
В 1910 году в окрестностях Баницы был открыт первый белградский аэродром. На нём проводили свои лётные испытания пионеры сербской авиации: Симон, Маслеников, Видмар и Чермак. В 1912 году для нужд ВВС Сербии был построен деревянный ангар: в то время ВВС Сербии участвовали в войне против Турции. В 1914 году аэродром Баница стал базой для эскадрильи ВВС Сербии и роты аэростатов. После окончания войны аэродром использовался воздушной почтой по маршрутам Нови-Сад — Белград — Ниш — Скопье и Белград — Сараево — Мостар. В 1911 году был открыт ещё один аэродром в нижней части Калемегданской крепости, где сейчас располагается Белградский планетариум.

### Аэродром в Панчево
В 1923 году в Панчево, к северо-востоку от Белграда, начал работу новый аэродром. Тогда же авиакомпания CFRNA открыла международные рейсы Париж — Стамбул, проходившие через Белград. В том же году на аэродроме началась работа воздушной почты. Также его использовала Академия ВВС Королевства сербов, хорватов и словенцев. После второй мировой войны аэродром перешёл во владение ВВС Югославии, а затем к компании УТВА после того, как её штаб-квартира переехала из Земуна в Панчево.

### Аэродром в Дойно-Поле (Новый Белград)
В связи с тем, что Панчево находилось достаточно далеко от Белграда, а через Дунай нужно было переправляться, власти Королевства сербов, хорватов и словенцев решили построить новый аэродром, который находился бы ближе к городу. Планировалось разместить его на берегу реки Сава, где сейчас находится район Нови-Београд (Новый Белград). 25 марта 1927 года Белградский международный аэропорт, также известный как Аэропорт Дойно-Поле. С февраля 1928 года регулярные рейсы стали совершать самолёты региональной компании Aeroput. Аэропорт включал в себя четыре длинных взлётно-посадочных полосы длиной от 1100 до 2900 м. Сербский учёный Милутин Миланкович разработал проект железобетонного ангара аэропорта. Современный терминал был открыт в 1931 году, а в 1936 году были установлены посадочные огни, использовавшиеся при плохой видимости.
В довоенные годы этот аэродром использовался в качестве контрольной точки для многих авиагонок, в том числе для Африканской авиагонки Шлезингера. Здесь производили посадку и взлетали самолёты ведущих авиакомпаний Aeroput, Air France, Deutsche Luft Hansa, KLM, Imperial Airways и авиакомпаний Италии, Австрии, Венгрии, Румынии и Польши. В апреле 1941 года немцы оккупировали Югославию и заняли аэродром, сделав его базой люфтваффе. В 1944 году аэродром подвергся бомбардировкам со стороны западных союзников, а во время штурма Белграда советскими войсками немцы взорвали сохранившиеся здания. В октябре 1944 года аэродром всё же был восстановлен советскими и югославскими усилиями, а до конца войны использовался СССР и Югославией для снабжения и обслуживания авиации.
С конца 1945 года с аэродрома стали взлетать гражданские и грузовые самолёты югославских ВВС. В начале 1947 года авиакомпании Jat Airways и JUSTA стали совершать региональные и международные рейсы, пользуясь аэродромом Белграда, а с 1948 года возобновились регулярные рейсы стран Западной Европы в Белград. В связи с ростом трафика и началом новой эры перевозки пассажиров потребовалось расширить гражданский аэропорт, а в то же время был предоставлен план по строительству нового округа Белграда — Нови-Београд — на месте аэропорта. Государственные служащие решили возвести новый аэропорт к западу от Белграда, на территории общины Сурчин, около её одноимённого центра. Последний рейс из старого аэропорта был совершён в 1964 году.

### Аэропорт в Сурчине

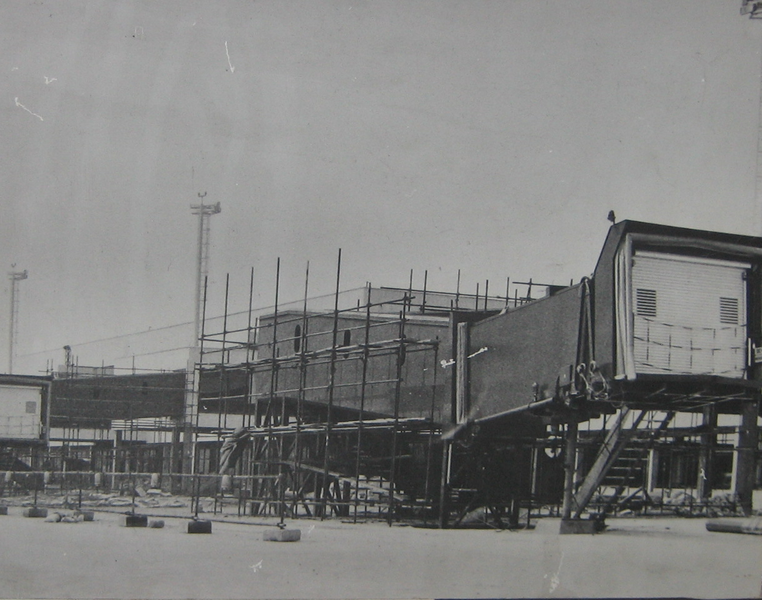
Строительство аэропорта в 1960-е годы

Местом строительства нового аэропорта стало Сурчинское плато в 15 км от центра Белграда. Благодаря особому видению разработчиков проекта удалось выполнить два условия для развития аэропорта: место строительства идеально подходило по навигационным, метеорологическим, строительным, техническим и транспортным требованиям, а также были все условия для длительного обслуживания аэропорта. С апреля 1958 года по 28 апреля 1962 года велось строительство, и в день окончания строительства Президент СФРЮ Иосип Броз Тито провёл торжественное открытие аэропорта. Была построена взлётно-посадочная полоса протяжённостью 3000 м с параллельной дорогой для такси и бетонными перронами для 16 самолётов. Площадь пассажирского терминала составила 8 тысяч м². Были также построены склады для грузов, технический блок с диспетчерской башней и вспомогательными зданиями. Установка современного навигационного оборудования помогла аэропорту выполнить все требования ИКАО и получить от него высшую классификацию.
В 1990-е годы в связи с международными санкциями ООН аэропорт простаивал: санкции распространялись и на перелёты. Пассажиропоток снизился до минимума, многие здания требовалось отремонтировать. В 2001 году, уже после смены власти, перелёты возобновились, а спустя ещё несколько лет началась реконструкция второго терминала. ВПП получила категорию IIIb в 2005 году после обновления — это высшая категория, которая подтверждает безопасность посадки самолёта в условиях густого тумана и сильного дождя. В 2006 году аэропорту присвоили имя всемирно известного учёного Николы Теслы. В 2010 году было завершено строительство нового диспетчерского центра, а в 2011 году акции аэропорта впервые стали котироваться на Белградской фондовой бирже.

### Наши дни
В 2012 году начались работы над модернизацией и расширением аэропорта, а именно над выходами A и C и транзитными зонами. Площадь расширилась ещё на 2750 м², были произведены замены телескопических трапов в выходах A и C. К концу 2018 года планируется завершение строительства новой диспетчерской вышки: прежняя была возведена в 1962 году. В будущем планируется установить ещё четыре трапа во втором терминале и расширить площадь на 17 тысяч м². В январе 2018 года Правительство Сербии предоставило 25-летнюю концессию на управление аэропортом французской компании Vinci Airports за сумму в 501 млн евро.

## Терминалы
Площадь двух терминалов составляет итого 33 тыс. м². Второй терминал более крупный в размерах, оба соединены друг с другом коридором. Всего насчитывается 66 пунктов регистрации и 27 выходов, из них 16 оснащены телескопическими трапами.

### Терминал 1
Терминал 1 был возведён при строительстве аэропорта. Принимал внутренние рейсы во время существования Югославии, а после её распада — Сербии и Черногории. Позже использовался для международных рейсов малобюджетными авиакомпаниями и чартерными авиалиниями. В 2016 и 2017 годах терминал был отреставрирован.

### Терминал 2
Терминал 2 был построен в 1979 году в связи с ростом пассажиропотока в аэропорту. Пропускная способность — 5 миллионов пассажиров. Терминал включает в себя административные офисы, стойки для трансферных пассажиров и магазины беспошлинной торговли. Терминал реконструировался в 2004—2006 годах (обновлены зоны прибытия и отправления пассажиров) и в 2012—2013 годах (расширена платформа C). Считается, что терминал 1 в недалёком будущем будет использоваться зарубежными авиакомпании, а терминал 2 — компаниями Air Serbia и Etihad Airways Partners.

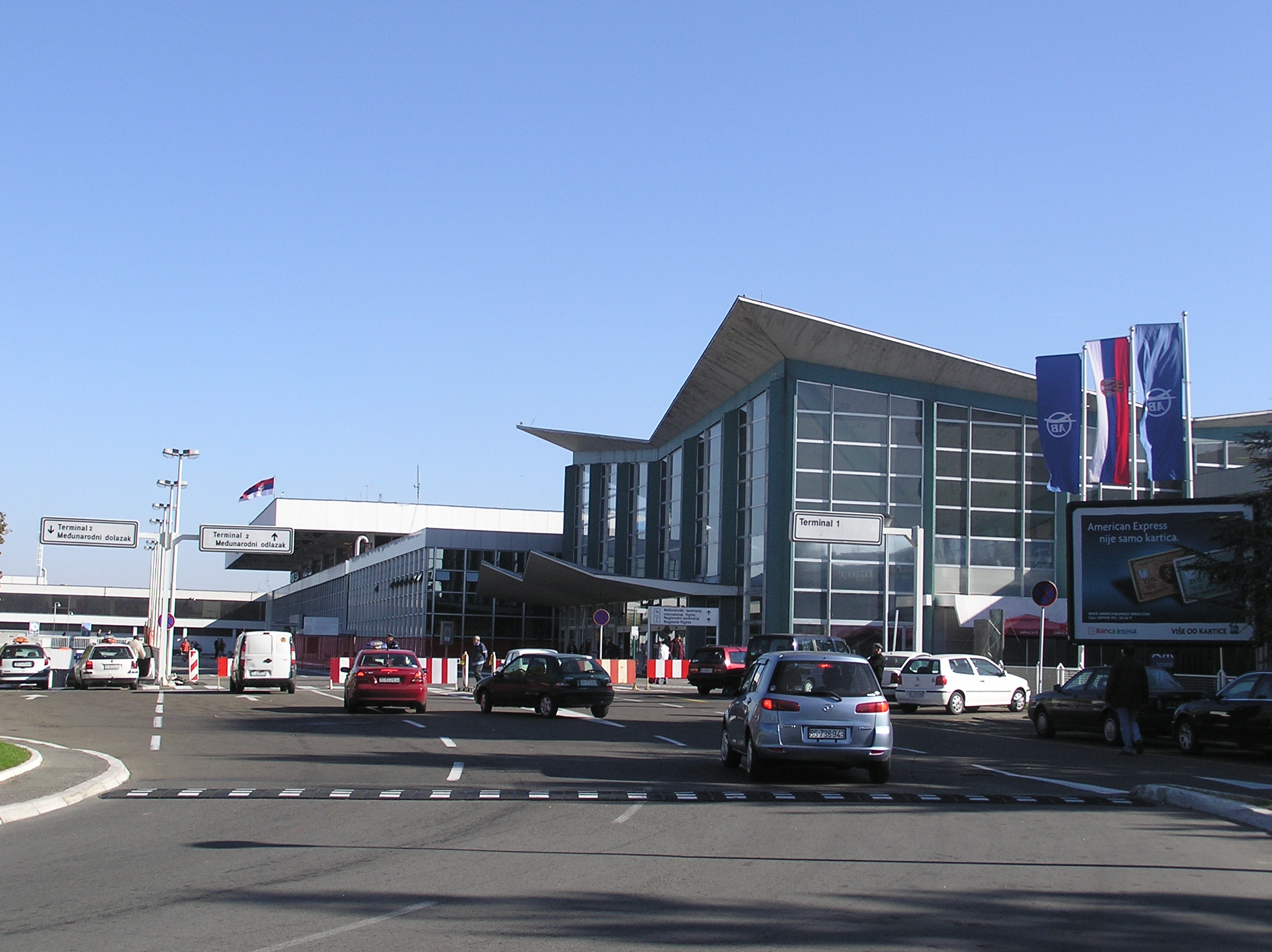
Терминал 1
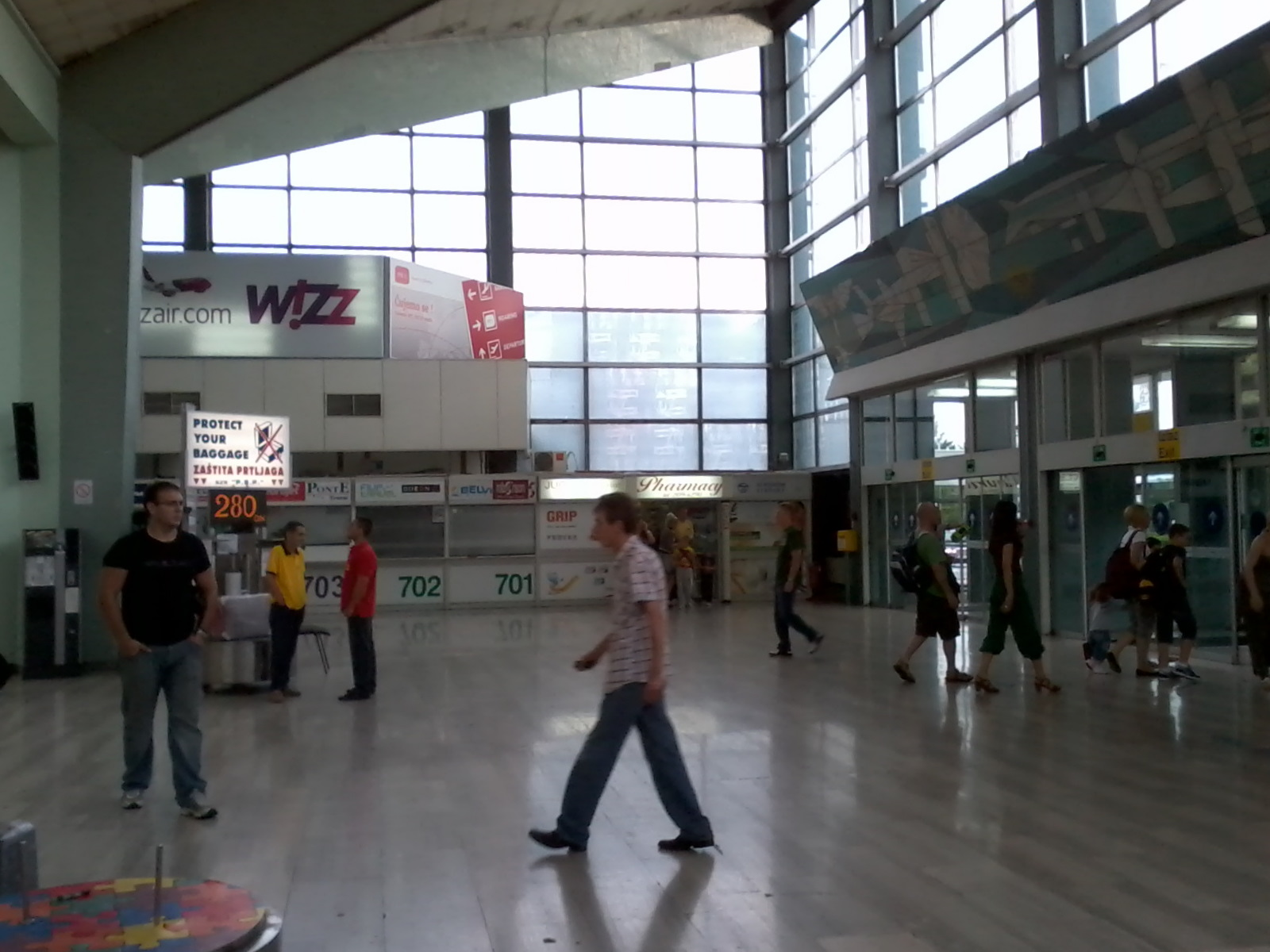
Терминал 1, зона регистрации
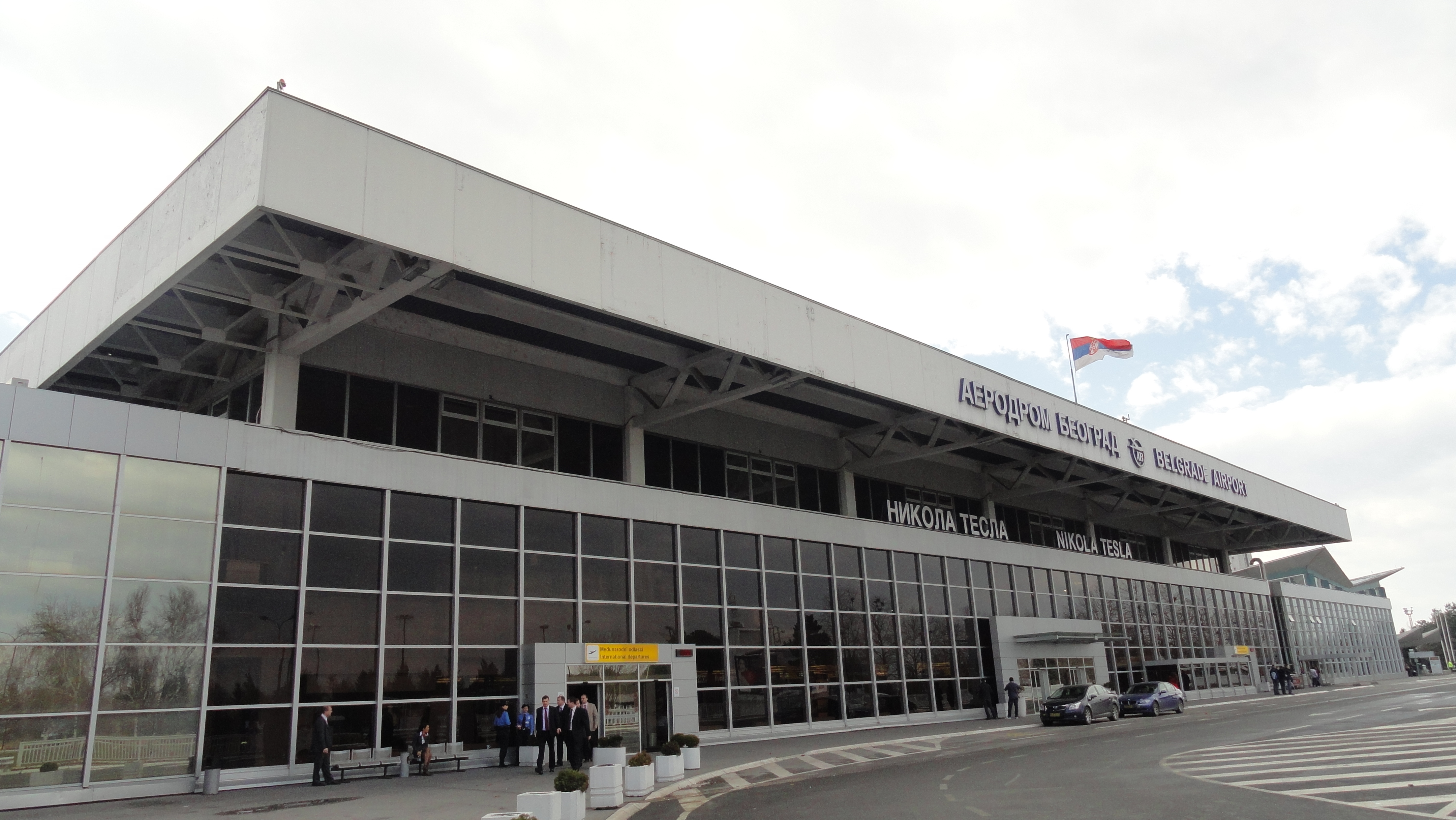
Терминал 2
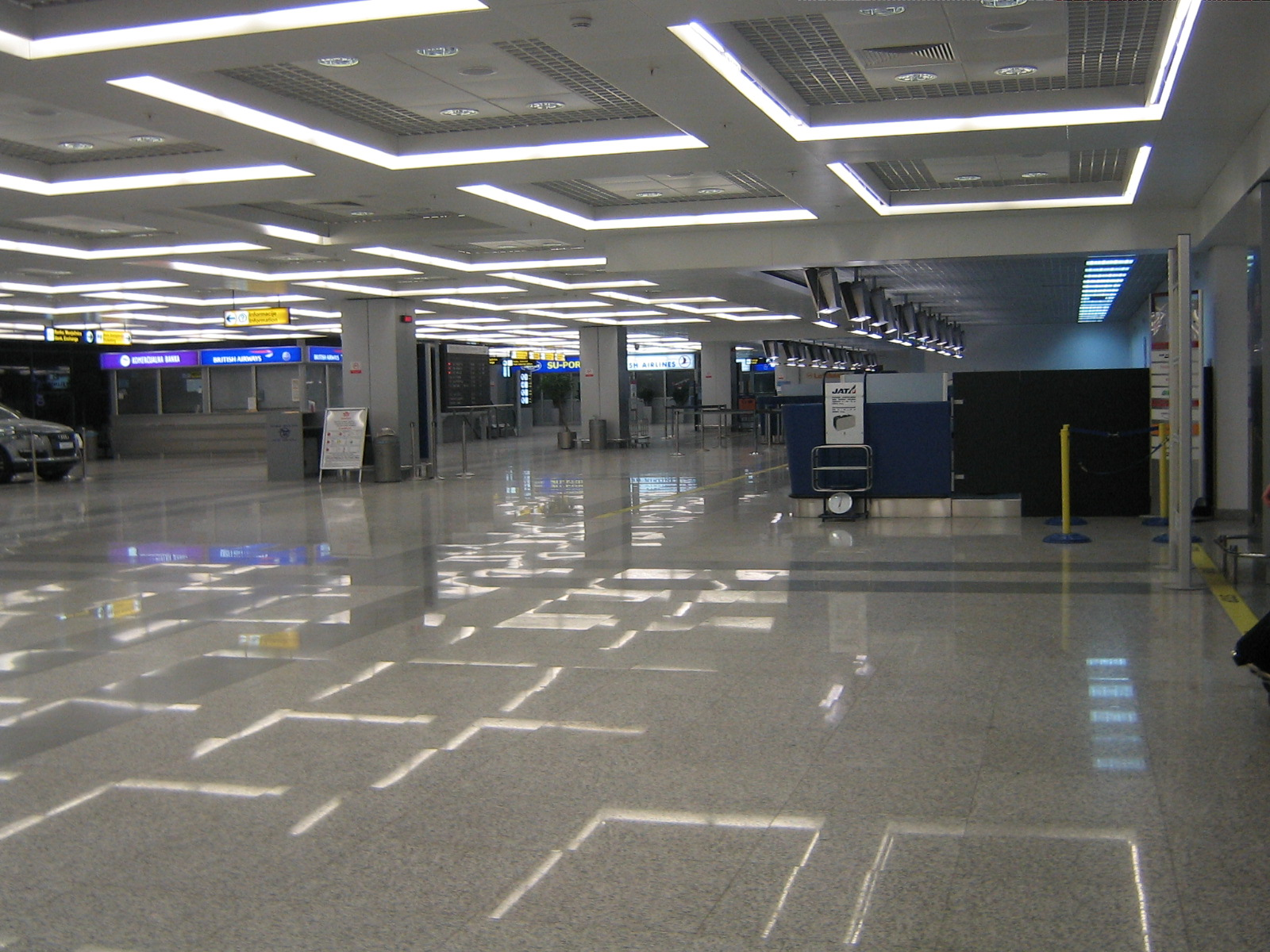
Терминал 2, зона регистрации

## Авиакомпании и пункты назначения

### Пассажирские
Данные по состоянию на декабрь 2017.

### Грузовые
Данные по состоянию на октябрь 2017.

## Статистика

### Трафик
| Год       | Пассажиры | Изменение | Груз, т | Изменение | Взлёты и посадки | Изменение |
| --------- | --------- | --------- | ------- | --------- | ---------------- | --------- |
| 2002      | 1,621,798 |           | 6,827   |           | 28,872           |           |
| 2003      | 1,849,148 | ▲14 %     | 6,532   | ▼4 %      | 32,484           | ▲13 %     |
| 2004      | 2,045,282 | ▲11 %     | 8,946   | ▲37 %     | 36,416           | ▲12 %     |
| 2005      | 2,032,357 | ▼1 %      | 7,728   | ▼14 %     | 37,614           | ▲3 %      |
| 2006      | 2,222,445 | ▲9 %      | 8,200   | ▲6 %      | 42,360           | ▲13 %     |
| 2007      | 2,512,890 | ▲13 %     | 7,926   | ▲3 %      | 43,448           | ▲3 %      |
| 2008      | 2,650,048 | ▲5 %      | 8,129   | ▲3 %      | 44,454           | ▲2 %      |
| 2009      | 2,384,077 | ▼10 %     | 6,690   | ▼18 %     | 40,664           | ▼8 %      |
| 2010      | 2,698,730 | ▲13 %     | 7,427   | ▲11 %     | 44,160           | ▲9 %      |
| 2011      | 3,124,633 | ▲16 %     | 8,025   | ▲8 %      | 44,923           | ▲2 %      |
| 2012      | 3,363,919 | ▲8 %      | 7,253   | ▼10 %     | 44,990           | ▲0 %      |
| 2013      | 3,543,194 | ▲5 %      | 7,679   | ▲6 %      | 46,828           | ▲4 %      |
| 2014      | 4,638,577 | ▲31 %     | 10,222  | ▲33 %     | 58,695           | ▲25 %     |
| 2015      | 4,776,110 | ▲3 %      | 13,091  | ▲28 %     | 58,506           | ▼0 %      |
| 2016      | 4,924,992 | ▲3 %      | 13,939  | ▲7 %      | 58,633           | ▲0 %      |
| 2017      | 5,343,420 | ▲8.5 %    | 19,758  | ▲41.7 %   | 58,859           | ▲0 %      |
| 2018      | 5,641,105 | ▲6 %      | 20,065  | ▲2 %      | 67,460           | ▲3,8 %    |
| 2019      | 6,159,000 | ▲9.2 %    |         |           | 70,365           | ▲4,3 %    |
| Источник: |           |           |         |           |                  |           |

### Наиболее частые маршруты
| Город              | Аэропорт(ы)                           | Рейсов в неделю (лето 2018) | Компания                                        |
| ------------------ | ------------------------------------- | --------------------------- | ----------------------------------------------- |
| Тиват              | Тиват                                 | 42                          | Air Serbia, Montenegro Airlines                 |
| Подгорица          | Подгорица                             | 35                          | Air Serbia, Montenegro Airlines                 |
| Вена               | Вена-Швехат                           | 32                          | Air Serbia, Austrian Airlines                   |
| Цюрих              | Цюрих                                 | 31                          | Air Serbia, Swiss International Air Lines       |
| Стамбул            | Ататюрк и Сабиха Гёкчен               | 25                          | AtlasGlobal, Pegasus Airlines, Turkish Airlines |
| Москва             | Шереметьево                           | 24                          | Аэрофлот, Air Serbia                            |
| Франкфурт-на-Майне | Франкфурт                             | 21                          | Air Serbia, Lufthansa                           |
| Афины              | Элефтеорис Венизелос                  | 21                          | Aegean Airlines, Air Serbia                     |
| Париж              | Шарль де Голль and Бове               | 17                          | Air Serbia, Wizz Air                            |
| Мюнхен             | Франц-Йозеф Штраусс и Мемминген       | 17                          | Lufthansa Regional, Wizzair                     |
| Бухарест           | Анри Коанда                           | 16                          | Air Serbia, TAROM                               |
| Салоники           | Македония                             | 14                          | Air Serbia                                      |
| Рим                | Леонардо да Винчи                     | 14                          | Air Serbia, Alitalia                            |
| Скопье             | Скопье                                | 13                          | Air Serbia                                      |
| Амстердам          | Схипхол                               | 13                          | Air Serbia, Transavia                           |
| Лондон             | Хитроу и Лутон                        | 12                          | Air Serbia, Wizz Air                            |
| Любляна            | Йоже Пучник                           | 12                          | Air Serbia                                      |
| Загреб             | Франьо Туджман                        | 12                          | Air Serbia                                      |
| Стокгольм          | Стокгольм-Арланда и Стокгольм-Скавста | 11                          | Air Serbia, Norwegian Air Shuttle, Wizz Air     |
| Абу-Даби           | Абу-Даби                              | 10                          | Etihad Airways                                  |
| Источник:          |                                       |                             |                                                 |

### Самые загруженные авиалинии
| Место     | Компания                      | Пассажиров в 2014 | %    | Процентов % По сравнению с 2013 |
| --------- | ----------------------------- | ----------------- | ---- | ------------------------------- |
| 1         | Air Serbia                    | 2,647,923         | 50.6 | ▲68                             |
| 2         | Wizz Air                      | 415,590           | 9.0  | ▼10                             |
| 3         | Lufthansa                     | 283,867           | 6.1  | ▼6                              |
| 4         | Montenegro Airlines           | 258,841           | 5.6  | ▲2                              |
| 5         | Swiss International Air Lines | 203,518           | 4.4  | ▲10                             |
| 6         | Прочие                        | 1,128,754         | 24.3 | ▲20                             |
| Источник: |                               |                   |      |                                 |

## Услуги

### Безопасность
Аэропорт Николы Теслы построен всего с одним коридором для прибывающих и отправляющихся пассажиров. Вследствие этого пункты проверки установлены на выходах, а не в центре. Паспортный контроль осуществляется у двух входов и у единственного выхода из коридора. Пассажиры проходят паспортный контроль в обязательном порядке. Дополнительные меры безопасности предпринимались на входе в коридор, но в 2013 году их отменили, как недостаточные для безопасности и мешающие пассажирам. С 2007 года перед терминалом аэропорта запрещена парковка машин: машины можно размещать только на стоянке. Меры безопасности были приняты после теракта в аэропорту Глазго.

### Развлечения
В 2011 году в аэропорту открылся Business Club — зона отдыха площадью 250 м², рассчитанная на 30 гостей. В аэропорту также есть VIP-зона с отдельными пунктами регистрации и проверки документов, состоящая из трёх помещений: помещение для досуга, помещение для пресс-конференций и президентский номер (общая площадь 500м²). VIP-зона используется в качестве пресс-центра при прибытии VIP-гостей. Зона отдыха Air Serbia Premium Lounge открыта 24 часа в сутки для пассажиров, путешествующих бизнес-классом рейсами Air Serbia и Etihad Airways.

## Маршруты

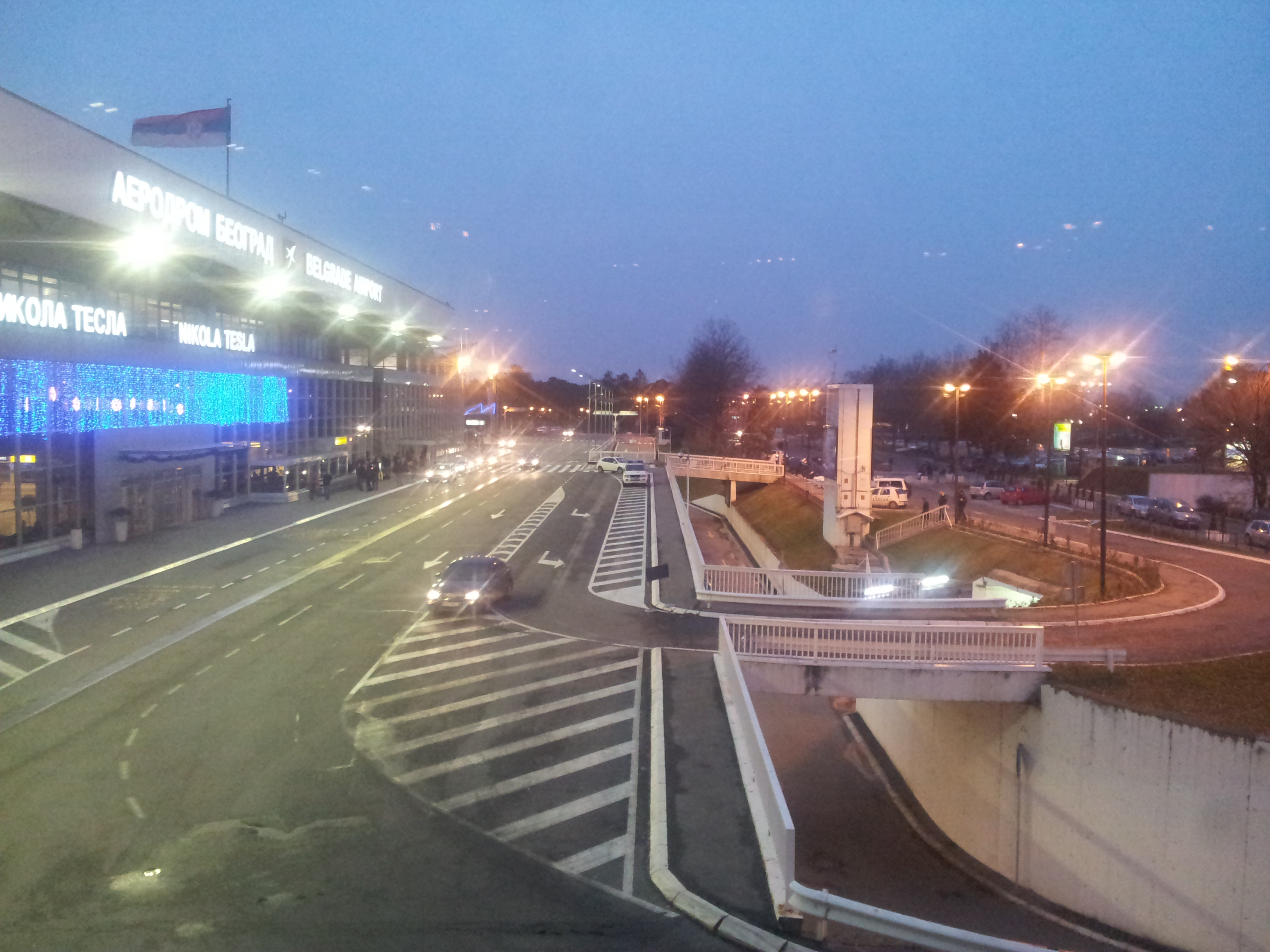
Подъезд к аэропорту

### Автомобильные
В аэропорт можно попасть по автотрассе A3 через ближайшую развилку. К западу от развилки находится пропускной пункт в аэропорт, попасть в белградский спальный район и на Белградскую объездную дорогу можно без препятствий и пропускных пунктов.

### Автобусные
| Маршрут  | Пункт назначения    | Оператор                        | Частота   | Продолжительность поездки |
| -------- | ------------------- | ------------------------------- | --------- | ------------------------- |
| Line A1  | Площадь Славия      | Ассоциация частных перевозчиков | 20 минут  | 30 минут                  |
| Line 72  | Зелени-Венац        | ГТК «Белград»                   | 24 минуты | 30-40 минут               |
| Line 607 | Нови-Београд/Сурчин | ГТК «Белград»                   | 105 минут | 25-30 минут               |

### Такси
Работают такси, доставляющие пассажиров из аэропорта в город.